# Општина Братунац
Општина Братунац је општина у Републици Српској, БиХ. Сједиште општине се налази у насељеном мјесту Братунац. На попису становништва 2013. године Општина Братунац је имала 18.651 становника према подацима Републичког завода за статистику, а према подацима Агенције за статистику Босне и Херцеговине 20.340.

## Географија
Општина Братунац се налази у сјевероисточној Републици Српској, БиХ. Простире се на површини од 293 km2. Смјештена је у регији Средњег Подриња, субрегија Бирач. Граничи се са 5 општина: Општина Зворник, Општина Милићи и Општина Сребреница у Републици Српској и Општина Љубовија и Општина Бајина Башта у Републици Србији. Дужина обале ријеке Дрине која се налази на територији општине је 68 километра. 30% територије налази се у равничарском појасу уз ријеку Дрину, док остатак чини брдски део општине. Град се налази у равничарском дијелу на надморској висини од 175 метара. Највиши врхови су Крк са 1.098 метара и Чауш са 778 метара. Кроз град протичу двије ријеке: Крижевица и Глоговачка ријека. У општини постоји 27 мјесних заједница са укупно 18.660 становника.

## Историја
Братунац је постао самостална општина 30. септембра 1927. године, мада се данас тај дан обиљежава 25. септембра као дан општине Братунац.

## Распад Југославије
За вријеме распада Југославије и рата у БиХ, у Братунцу и околини је побијено много Срба од стране муслиманских формација. Међу бројним злочинима истиче се онај извршен у братуначкој основној школи. Такође је извршен ратни злочин на верски празник Божић 1993. године у српском селу Кравица. Том приликом је убијено око 50 цивила, жена, деце и стараца за један дан. Муслиманским снагама је командовао Насер Орић, касније осуђен па ослобођен пред Међународним кривичним трибуналом. Убиства недужних српских цивила су почињена и у мјестима Бјеловац, Сикирић, Залазје, Јежештица, Шиљковићи, Факовићи итд. На територији општине Братунац за вријеме рата у периоду 1992—1995. укупно је погинуло 3.624 особе српске националности. Већи део муслиманског становништва је током 1992. напустио општину Братунац и прешао на територије под контролом Армије РБиХ, највише у Сребреницу и Тузлу.

## Насељена мјеста
Подручје општине Братунац чине насељена мјеста: Абдулићи, Бањевићи, Биљача, Бјеловац, Бљечева, Бољевићи, Брана Бачићи, Братунац, Витковићи, Вољавица, Вранешевићи, Глогова, Дубравице, Жлијебац, Загони, Залужје, Запоље, Јагодња, Јакетићи, Јелах, Јежештица, Јошева, Коњевићи, Красановићи, Кравица, Липеновићи, Лозница, Магашићи, Михаљевићи, Млечва, Мратинци, Оправдићи, Оћеновићи, Пирићи, Побрђе, Побуђе, Подчауш, Полом, Раковац, Реповац, Сикирић, Слапашница, Станатовићи, Суха, Тегаре, Урковићи, Факовићи, Хранча, Хрнчићи и Шиљковићи.
У Општини Братунац постоји 27 мјесних заједница.

## Политичко уређење

### Општинска администрација
Начелник општине представља и заступа општину и врши извршну функцију у Братунцу. Избор начелника се врши у складу са изборним Законом Републике Српске и изборним Законом БиХ. Општинску администрацију, поред начелника, чини и скупштина општине. Институционални центар општине Братунац је насеље Братунац, гдје су смјештени сви општински органи.
Начелник општине Братунац је Лазар Продановић, испред Савеза независних социјалдемократа, који је на ту функцију ступио након локалних избора у Босни и Херцеговини 2024. године. Састав скупштине Општине Братунац је приказан у табели.

## Становништво
|             | 2013.           | 1991.            | 1981.            | 1971.            |
| Укупно      | 20 340 (100,0%) | 33 619 (100,0%)  | 33 033 (100,0%)  | 26 513 (100,0%)  |
| Срби        | 12 350 (60,72%) | 11 475 (34,13%)  | 12 055 (36,49%)  | 12 820 (48,35%)  |
| Бошњаци     | 7 803 (38,36%)  | 21 535 (64,06%)1 | 17 349 (52,52%)1 | 13 428 (50,65%)1 |
| Непознато   | 42 (0,206%)     | –                | –                | –                |
| Православци | 38 (0,187%)     | –                | –                | –                |
| Хрвати      | 33 (0,162%)     | 40 (0,119%)      | 41 (0,124%)      | 50 (0,189%)      |
| Неизјашњени | 26 (0,128%)     | –                | –                | –                |
| Остали      | 17 (0,084%)     | 346 (1,029%)     | 2 766 (8,373%)   | 118 (0,445%)     |
| Црногорци   | 12 (0,059%)     | –                | 31 (0,094%)      | 36 (0,136%)      |
| Роми        | 8 (0,039%)      | –                | 124 (0,375%)     | 26 (0,098%)      |
| Југословени | 6 (0,029%)      | 223 (0,663%)     | 645 (1,953%)     | 15 (0,057%)      |
| Муслимани   | 2 (0,010%)      | –                | –                | –                |
| Босанци     | 2 (0,010%)      | –                | –                | –                |
| Македонци   | 1 (0,005%)      | –                | 4 (0,012%)       | 3 (0,011%)       |
| Албанци     | –               | –                | 18 (0,054%)      | 16 (0,060%)      |
| Мађари      | –               | –                | –                | 1 (0,004%)       |

1. 1 На пописима од 1971. до 1991. Бошњаци су пописивани углавном као Муслимани.

## Мјесне заједнице 1991.
До рата 1992. године, Општина Братунац је била организована у 13 мјесних заједница:
- МЗ Бјеловац (3.985 ст.) — обухватала је насељена мјеста: Биљача, Бјеловац, Залужје, Запоље, Лозница, Пирићи, Сикирић и Тегаре.
- МЗ Бљечева (1.197 ст.) — обухватала је насељена мјеста: Бљечева и Загони.
- МЗ Братунац (7.695 ст.) — обухватала је насељено мјесто Братунац.
- МЗ Вољавица (1.625 ст.) — обухватала је насељена мјеста: Вољавица и Побрђе.
- МЗ Глогова (1.913 ст.) — обухватала је насељено мјесто Глогова.
- МЗ Жлијебац (999 ст.) — обухватала је насељена мјеста: Жлијебац, Јагодња, Јакетићи и Јошева.
- МЗ Коњевић Поље (4.583 ст.) — обухватала је насељена мјеста: Коњевићи, Побуђе и Хрнчићи.
- МЗ Кравица (3.359 ст.) — обухватала је насељена мјеста: Бањевићи, Брана Бачићи, Јежештица, Кравица, Липеновићи, Мратинци, Оправдићи, Оћеновићи, Урковићи и Шиљковићи.
- МЗ Осамско (2.244 ст.) — обухватала је насељена мјеста: Витковићи, Дубравице, Красановићи, Полом и Слапашница.
- МЗ Подчауш (1.263 ст.) — обухватала је насељена мјеста: Јелах, Подчауш и Раковац.
- МЗ Суха (1.379 ст.) — обухватала је насељена мјеста: Михаљевићи и Суха.
- МЗ Факовићи (1.526 ст.) — обухватала је насељена мјеста: Абдулићи, Бољевићи, Вранешевићи, Млечва, Станатовићи и Факовићи.
- МЗ Хранча (1.851 ст.) — обухватала је насељена мјеста: Магашићи, Реповац и Хранча.

Послије потписивања Дејтонског споразума, пријератна општина Братунац у цјелини остала је у саставу Републике Српске.

## Познате личности
- Влајко Беговић, учесник шпанског грађанског рата и Француског покрета отпора.
- Велизар Благојевић, пензионисани пуковник Војске Републике Српске.
- Видоје Благојевић, пуковник Војске Републике Српске.
- Неџад Верлашевић, бивши фудбалер, играч Слободе и Жеље.
- Славољуб Врањешевић, мајор Југословенске краљевске војске и командант Западне Босне при ЈВуО у Другом свјетском рату.
- Јездимир Дангић, правник, жандармеријски официр и начелник команде Источне Босне и Херцеговине при ЈВуО.
- Мирослав Дероњић, ратни предсједник општинског одбора СДС Братунац и кризног штаба општине Братунац.
- Перо Ђукановић, један од вођа српског устанка у Подрињу 1941.
- Никола Мићић, први начелник општине Братунац.
- Драго Николић, потпоручник Војске Републике Српске.
- Момир Николић, официр Војске Републике Српске.
- Винко Перић, предузетник, предсједник компаније Виком, предсједник предсједништва Српске напредне странке Републике Српске.
- Лазар Продановић, политичар, члан СНДС и лекар.
- Будимир Соколовић, српски светац свештеномученик, протојереј Српске православне цркве и вјерски референт Врховне команде ЈВуО.
- Мирослав Стевић, фудбалер Борусије из Дортмунда, Минхен 1860, Партизана, Рада, Братства и репрезентативац СР Југославије.
- Митхат Хаћам, учесник Народноослободилачке борбе и народни херој Југославије.